# 시티헌터 (드라마)
《시티헌터》는 2011년 5월 25일부터 2011년 7월 28일까지 SBS에서 방송된 20부작 드라마 스페셜이다. 사회악을 제거하는데 앞장서는 도시 사냥꾼의 이야기를 다루고 있다. 1980년대 일본의 대표적인 대히트 작품 중 하나였던, 호조 쓰카사의 만화인 《시티헌터》가 원작으로 극화한 것이다.

## 등장 인물

### 주요 인물
- 이윤성 : 이민호 (아역:채상우) (일명 시티헌터, 청와대 경호처 국가지도통신망팀 팀원)

본명 최윤성·박윤성, 태국어 이름 푸차이, 영어 이름 존 리(John Lee). 1983년 10월 9일, 아웅 산 폭발사건이 있었던 날 서울에서 태어났다. 특수요원이었던 아버지 박무열이 북한에 대한 보복 공격 중 아군에 의해 사살되자, 이진표에게서 대신 길러졌다. 고된 특수훈련 끝에 엄청난 힘을 가진 시티헌터 가 되었고, 사회악을 제거하는 데에 앞장선다. 진표는 윤성이가 죽은 무열의 분신이라고 말해왔지만 사실은 최응찬 대통령의 사생아였다. 따라서 박무열이 아닌 최응찬 대통령의 핏줄이다. 신중하고 냉철한 성격의 소유자인 윤성은 피의 복수를 원하는 진표와는 달리 법망의 테두리안에서 복수를 실현하려고 하는 합리적인 인물로 이 때문에 진표가 날카로운대립각을세우기도한다.또한 뛰어난 두뇌의 소유자이기도 하여 이경완 의원이 탈세비리혐의를 덮기위한 파쇄지를 직접 오려 붙이기도하고 대통령 후보자인 서용학 후보의 세아들이 군 비리를 저지른 사실을 알게되자 기발한 방법으로 세 아들을 모두 군대에 자원입대시키는 등 신출귀몰한 활약을 보이게 된다. 후일 자신이 박무열의 아들이 아닌 최응찬 대통령의 아들이라는 사실과 자신의 복수를 위해 이진표가 자신을 이용했다는 사실을 알게되면서 생부 최응찬 대통령을 살해하려는 진표에 맞서게 된다.
- 김나나 : 박민영 (청와대 경호처 경호팀 경호원)

유도 4단의 경호원. 병석에 계신 홀아버지와 어려운 집안의 경제적 형편 속에서 안 해본 아르바이트가 없이 살아왔다. 아버지처럼 청와대 경호원으로 채용되었고, 대통령의 딸 최다혜와 유력 대통령 후보인 서용학의 경호를 맡게 된다. 생사를 가르는 위험한 상황 속에서 항상 시티헌터라는 사람이 그녀를 지켜줬다. 그리고 그 사람이 윤성이라는 사실을 알게되면서, 누구보다 아끼는 그를 지키기 위해 자신의 몸을 내던진다.
- 김영주 : 이준혁 (일본어 더빙: 마에노 토모아키) (서울지방검찰청 특수부 검사)

아버지인 김종식을 세상에서 누구보다 존경했으나, 어느 순간 그로부터 등을 돌리게 되었다. 아버지와 그 친구들이 연루된 사건에 대해서 '정의'라는 잣대로 달려드는 열혈 검사이다. 더불어 5인회에 대한 일련의 사건에 시티헌터라는 미심쩍은 인물의 존재를 발견하면서부터 더 적극적으로 조사에 나선다. 아버지가 나나 부모님을 죽게 만들고 진실을 은폐하려 한 사실을 알게 된 후 미안함에 나나에게 힘이 되는 '키다리 아저씨'로 나서며 뒤에서 남몰래 10년을 한결같이 도와주기도 했다. 그러나, 기밀문서를 찾기 위해 천재만이 있는 서울 폐차장에 갔다가 천재만의 수하에 의해 사망했다.
- 진세희 : 황선희 (진세희동물병원 원장)

영주의 전처. 일 밖에 모르는 영주에 대한 실망이 커져서 이혼하게 되었지만, 이혼 후에도 가깝게 지내고 있다. 서용학 납치 미수사건이 있던 날, 총상을 입은 채 그녀에게 찾아온 윤성에게 엄청난 비밀이 숨겨져 있다는 것을 눈치채지만 윤성에 대해서 캐묻는 영주에게 비밀을 지킨다.

### 시티헌터 사람들
- 이진표 : 김상중

윤성의 양아버지, 영어 이름 스티브 리(Steve Lee). 전 국가안전기획부 특수요원이었으며 죽마고우인 무열과 함께 청와대 경호원을 지냈었다. 1983년 10월 9일 미얀마에서 발생하였던 아웅산 묘역 폭탄테러사건의 복수로 국가로부터 대북공작의 임무를 부여받고 무열과 북파되어 공작을 수행하던 중에 국가에 의해 버림을 받았다. 아버지를 잃은 윤성을 데리고 타이(태국)로 떠나, 그 곳에서 대규모의 마약을 전세계에 내다 팔고 무기와 돈을 구입하여 부를 축적하게 되었고 윤성과 자신의 이름을 스티브 리, 존 리 라는 이름으로 신분을 세탁한 후에 한국으로 들어와 5인회애 대한 복수를 실행하게 된다.합리적이고 법망안에서 일을 처리하려하는 윤성과 달리, 진표는 피의 복수를 원하는 인물로, 그 때문에 끈임없이 윤성과 대립하게 된다. 진표는 이경완 의원과 천재만 회장을 자신의손으로 직접 제거 하였고, 서용학을 납치하여 살해직전 경찰이 난입하자 윤성의 조치로 인해 실패하였다. 후에 최응찬 대통령을 살해하려하나 나나와 윤성의 제지로 실패하고 경호원들에게 총을맞아 숨을거두게된다.
- 배식중 : 김상호

본명 배만덕. 오랜 세월동안 윤성과 진표의 식단을 담당한 요리사이다. 10여 년 전에 외곽도로를 지나다가 김종식에 의해 교통사고를 당한 나나의 부모님을 본 유일한 목격자였지만, 종식의 강한 요구로 위증을 하게 된다. 이 사건 이후로 이름을 배만덕에서 배식중으로 개명하였다. 이로 인해 나나에게 죄책감과 미안함을 느끼고 항상 그녀를 도와주려고 한다.
- 김상국 : 정준

진표와 함께 대북공작에 참여한 공작원 중 한 명의 동생. 전 경찰관. 형 김상진의 죽음이 국가의 불의(不義)에 의한 것임을 알게 된 뒤로는 진실을 파헤치기 위해 뛰어다닌다. 진표의 제안을 받고서 그와 함께 형에 대한 복수에 나선다.

### 5인회 사람들
- 최응찬 : 천호진 (5인회 멤버, 대한민국 대통령, 전 국가안전기획부 특수작전부장[2])

대한민국 대통령. 제5공화국의 국가안전기획부 특수작전부장. 대북공작을 전담한 핵심 인물이었으며, 아웅 산 사건 이후 북한을 향한 일명 '싹쓸이 계획'을 직접 기획했다. 당시 대통령과 다른 5인회 멤버들의 요구에 의해 부득이하게 북파한 공작원을 사살할 수밖에 없었다. 대외적으로는 서민들을 우선으로 생각하는 좋은 대통령으로 알려져 있으며 거기에 걸맞게 아들은 남들처럼 똑같이 군복무를 시켰고 막내딸 최다혜는 재수학원을 보내서라도 제 힘으로 대학에 가게 하는등 자식들에게도 절대 특혜를 주는 법이 없다. 과거에 만났던 이경희 사이에서 윤성을 가졌다.
- 김종식 : 최일화 (5인회 멤버, 명문재단 이사장, 전 대한민국 교육부 장관) (특별출연)

영주의 아버지. 제5공화국의 교육부 장관. 명문대학교 이사장. 수년 간 대학 재단을 통해 거액의 횡령을 저질렀으며, 나나 부모님의 교통사고를 일으킨 장본인으로서 유일한 목격자 식중(만덕)에게 위증을 강요했다. 이로 인해 아들 김영주와 불화를 겪게 되고 윤성에게 쫓기다가 육교 보관됨 2022-12-09 - 웨이백 머신에서 추락하여 부상을 당해 중태에 빠졌지만 영주가 죽던 시각 깨어났다.
- 서용학 : 최상훈 (5인회 멤버, 대한민국 국회의원, 새겨레당 대통령 후보, 전 국방부 장관) (특별출연)

제5공화국의 국방부 장관이자 새겨레당 대통령 후보. '싹쓸이 계획'에 참여한 공작원의 사살을 적극적으로 주장한 사람 중 하나이다. 미국의 방위기업인 '마르스'로부터 거액의 비자금 수수와 함께 불량군화 납품 등의 비리를 저질렀음에도 불구하고, 새겨레당 대통령 후보로 선출되었다. 하지만 윤성에 의해 '대통령후보 합동토론회' 방송 도중에 이 사실이 폭로되었고 나나에 대한 살인미수까지 적용되면서 구속되었다.
- 이경완 : 이효정 (5인회 멤버, 대한민국 국회의원, 전 주미한국대사) (특별출연)

제5공화국의 주미한국대사이자 서울특별시 동북구 지역구 소속의 5선 국회의원. 무료급식 비리 행각이 자신의 저서인 《국민이 울 때, 나도 운다》 출판기념회에서 윤성에 의해 폭로되고 '해원건설 관급공사 비리사건'까지 연루되면서 교도소에 구속 수감되었다. 이후 실어증에 걸리고 협심증마저 악화되면서 병원으로 이송되었으나, 의료진으로 가장한 진표에 의해 죽임을 당했다.
- 천재만 : 최정우 (5인회 멤버, 해원그룹 회장, 전 국가안전기획부 대북국장[4]) (특별출연)

제5공화국의 국가안전기획부 대북국장이자 현 해원그룹 회장. '싹쓸이 계획'의 실행에 미온적인 태도를 보인 사람이다. 현 대통령인 응찬의 약점을 누구보다도 잘 알고 있다. 수많은 불법과 탈법이 일상이고 돈 되는 일이면 뭐든 다 한다. 해원그룹이 부도 처리된후 산재 요구 시위로 갈등이 있었던 계열사 해원케미컬을 윤성에게 단돈 100원에 넘긴다. 김영주를 죽이고 화성항으로 밀항을 하려다가 미리 도착해있던 진표에게 죽임을 당했다.

### 청와대 사람들

#### 경호처 경호팀
- 박호식 : 백승현 (청와대 경호처 경호팀장)
- 신은아 : 양진성 (청와대 경호처 경호팀 경호원), 태권도 5단.

#### 경호처 국가지도통신망팀
- 송영덕 : 이승형 (청와대 경호처 국가지도통신망팀장)
- 고기준 : 이광수 (청와대 경호처 국가지도통신망팀 팀원)
- 청와대 국가지도통신망팀 팀원 : 박예주 (청와대 경호처 국가지도통신망팀 팀원)

#### 최응찬의 가족들
- 최다혜 : 故구하라 (재수생)

응찬의 막내딸. 대통령의 딸이라는 금수저들조차도 넘볼수없는 집안배경을 가졌지만 그 배경때문에 경호원을 대동하고 다녀야 하는 일상이 너무 싫었다. 어느날, 첫눈에 반한 윤성을 날마다 쫓아다니지만 윤성의 눈에는 귀찮게 구는 애송이에 불과했다. 그래서 날마다 꼬맹이라고 부르며 철저하게 무시했고 그녀도 지지 않고 꼬맹이 아니라고 맞받아친다. 극이 진행되면서 두사람 사이에 잠시나마 러브라인이 생길거란 추측이 있었지만 애석하게도 무시하고 맞받아치는 씬만 계속 반복중이며 이마저도 윤성과의 관계가 이복남매임이 밝혀지고 나서는 김영주로 갈아타면서 끝나버렸다. 당연히 윤성이 이복오빠란 사실은 꿈에도 모르고 있다.
- 영부인 : 윤예희

응찬의 부인.

### 서울지검 특수부
- 정우현 : 김병춘 (서울지방검찰청 특수부장 검사)

한때 '정의의 특수통'으로 이름을 날렸으나, 지금은 현실과 잘 타협한다.
- 김미옥 : 신영진 (서울지방검찰청 특수부 수사관)

나나의 고모. 영주의 사무실 직원.
- 장필재 : 최성호 (서울지방검찰청 특수부 수사관)

영주의 사무실 직원.

### 그 외 인물
- 나나 아버지 : 맹봉학 (등장회차 : 10회)

청와대 전 경호관. 나나가 고등학생이 되었을 때 나나 어머니와 함께 차를 타고 가다가 김종식의 차량과 충돌하는 사고가 발생하여 불의의 교통사고를 당했다. 10년 넘게 병원에서 의식을 회복하지 못하고 사망하였다.
- 나나 어머니 : 오아랑 (등장회차 : 10회)

나나 아버지와 함께 차를 타고 가다가 김종식이 일으킨 차량 충돌 사고로 목숨을 잃었다.
- 고기욱 : 윤준성 : 고기준의 동생. 군복무 중 불량 군화로 인해 파상풍에 걸려 전역하고 말았다.
- 석두식 : 성창훈

재만의 오른팔.
- 허드슨 : 최진호 (등장회차 : 6회)

마르스사의 한인 출신 이사.
- 미소윤 : 고깃집 손님 역
- 유장영 : 호텔 직원 역
- 김광인 : 해원건설 보좌관 역
- 정명준 : 기자 역
- 김재흠 : 구청 사회복지과 직원 역
- 이규준 : 구청 사회복지과 직원 역
- 이성호 : 국회의장 역
- 장준호 : 출판기념회 진행자 역
- 정우진 : 이경완의 손자 역
- 단강호 : 서울중앙지검 경비원 역
- 최윤준 : 서울중앙지검 경비원 역
- 강철성 : 기자 역
- 신신범 : 팔판각을 아는 할아버지 역
- 손희순 : 이경희를 아는 여자 역
- 허선행 : 최응찬의 비서실장 역
- 박성균 : 기자 역
- 김경룡 : 동물병원에서 행패부리는 남자 역
- 최정수
- 박성일
- 원종례 : 서용학 부인 역
- 곽현
- 김정석 : 나나의 집을 낙찰받았지만 팔아버린 남자 역
- 최교식 : 우체부 역
- 이승택
- 정현섭
- 구중림 : 경찰 역
- 고유미 : 청와대 우편물 담당 직원 역
- 이진목 : 미진과 도진의 아버지 역
- 이새윤
- 윤주만 : 서용학의 비서 역
- 박서연 : 돌잔치 하는 여자 역 - 영주와 세희의 지인
- 아키라
- 문경민 : 철물점 사장 역
- 서민경
- 권혜수
- 이경헌 : 교도관 역
- 정현석 : 기자 역
- 황윤걸 : 대통령선거 후보자 토론회 사회자 역
- 손선근 : 의사 역
- 유옥주 : 대학교 청소부 역
- 구본임 : 국과수 연구원 역
- 강민정 : 기자 역
- 서범식 : 김종식의 수하 역
- 최인숙 : 김종식의 부인 역
- 반혜라 : 이경희를 걱정하는 여자 역
- 진명선 : 이경희를 걱정하는 여자 역
- 이채민 : 수녀 역
- 정영금 : 보살 역
- 홍승범 : 의사 역
- 정세형 : 검사 역
- 한동환 : 검사 역
- 황정서 : 천재만의 비서 역
- 전일범 : 부장검사 역
- 최효상 : 세한은행 관계자 역
- 박규점 : 국회의원 역
- 김태영 : 은행장 역 - 천재만의 채권단
- 정동규 : 천재만과 연을 끊으려는 남자 역 - 천재만의 채권단
- 송경의 : 이 의원의 비서 역
- 김홍수 : 이영태 역 - 사학법 개정 통과를 위해 뇌물 받은 국회의원, 천재만의 채권단
- 정병호 : 부장검사 역 - 천재만의 채권단
- 정대용
- 차상미
- 이새윤
- 나승호 : 시티헌터를 만나기위해 마스크를 쓰고 온 남자 역
- 김선은 : 기자 역
- 이종구 : 국회의원 역
- 손종학 : 대통령의 비서 역

### 아역
- 방준서 : 송미진 역
- 정준원 : 송도진 역
- 라건일 : 김윤식 역

### 특별 출연
- 이경희 : 김미숙

윤성의 생모이자 응찬의 전처, 무열의 부인. 잠시 다녀오겠다는 남편과 뒤이어 아들을 잃은 뒤로, 그들을 애타게 기다리며 외롭게 지내왔다.
- 박무열 : 박상민 (등장회차 : 1회)

윤성의 양아버지. 국가안전기획부 특수요원. 경희의 남편. 친한 친구인 진표와 함께 전두환 대통령의 아웅산 방문을 수행하다가 폭파사고를 겪는다. 이후 북파공작원으로 임명되어 북한에 대한 보복공격을 수행 중 아군에 의해 사살되었다. 아내를 사랑했기에 아내가 가진 다른남자의 아이를 자기아들로 여겼다.
- 민영원 : 김민희 역 - 경완의 내연녀

## 제작진
- 기획 - 구본근 (SBS 드라마본부)
- 제작 - 김의준
- 극본 - 황은경, 최수진
- CP - 김영섭
- 연출 - 진혁
- 조연출 - 남건, 이우람
- 프로듀서 - 경민석, 이영준, 홍종찬, 이동훈
- 제작총괄 - 이형욱
- 제작기획 - 송미헌
- 일본총괄 - 황성일
- 마케팅총괄 - 윤여광
- 재무기획 - 탁진우
- 프로덕션매니저 - 황재헌
- 일본마케팅 - 백성호
- 마케팅 - 김정민
- 제작 - 에스에스디
- 공동제작 - 쇼박스미디어플렉스, 애플오브디아이

## 수상 경력
- 2011년 SBS 연기대상
  - 드라마스페셜 부문 남자 최우수연기상, 네티즌 최고 인기상, 10대 스타상 이민호
  - 뉴스타상 구하라
- 2011년 코리아 드라마 어워즈 남자 최우수연기상, 한류특별상 이민호

## 시청률

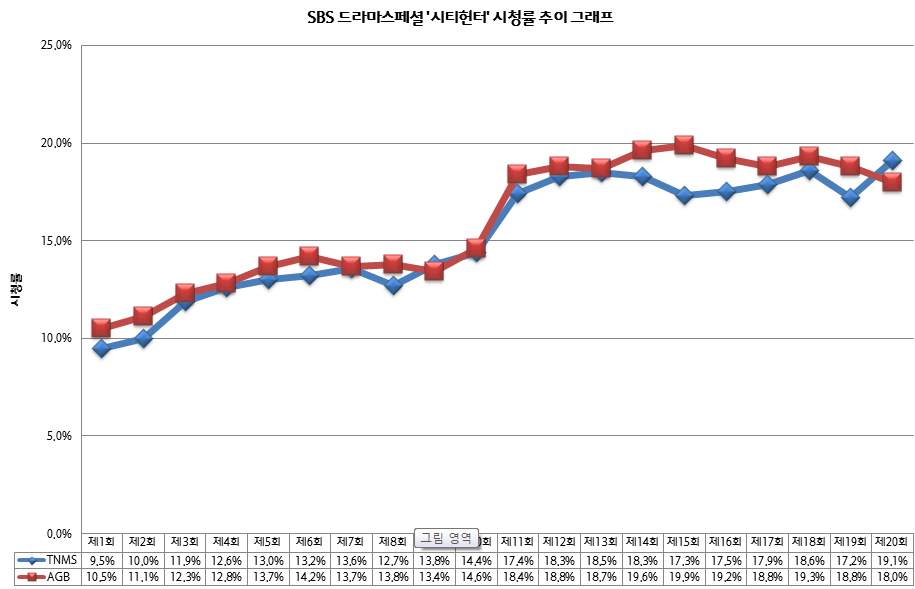
시청률 추이 (전국 기준)

최저 시청률과 최고 시청률은 시청률 조사회사와 지역별로 시청률에 차이가 있을 수 있습니다.
| 2011년      | 2011년      | 2011년         | 2011년       | 2011년         | 2011년       |
| 회차        | 방송일      | TNmS 시청률    | TNmS 시청률  | AGB 시청률     | AGB 시청률   |
| 회차        | 방송일      | 대한민국(전국) | 서울(수도권) | 대한민국(전국) | 서울(수도권) |
| ----------- | ----------- | -------------- | ------------ | -------------- | ------------ |
| 제1회       | 5월 25일    | 9.5%           | 11.8%        | 10.5%          | 11.0%        |
| 제2회       | 5월 26일    | 10.0%          | 12.2%        | 11.1%          | 12.2%        |
| 제3회       | 6월 1일     | 11.9%          | 13.6%        | 12.3%          | 13.0%        |
| 제4회       | 6월 2일     | 12.6%          | 15.0%        | 12.8%          | 13.3%        |
| 제5회       | 6월 8일     | 13.0%          | 15.7%        | 13.7%          | 14.9%        |
| 제6회       | 6월 9일     | 13.2%          | 15.4%        | 14.2%          | 14.8%        |
| 제7회       | 6월 15일    | 13.6%          | 16.7%        | 13.7%          | 14.0%        |
| 제8회       | 6월 16일    | 12.7%          | 14.2%        | 13.8%          | 13.8%        |
| 제9회       | 6월 22일    | 13.8%          | 15.2%        | 13.4%          | 13.4%        |
| 제10회      | 6월 23일    | 14.4%          | 16.4%        | 14.6%          | 15.4%        |
| 제11회      | 6월 29일    | 17.4%          | 19.5%        | 18.4%          | 19.4%        |
| 제12회      | 6월 30일    | 18.3%          | 20.5%        | 18.8%          | 19.1%        |
| 제13회      | 7월 6일     | 18.5%          | 20.5%        | 18.7%          | 19.8%        |
| 제14회      | 7월 7일     | 18.3%          | 20.6%        | 19.6%          | 19.8%        |
| 제15회      | 7월 13일    | 17.3%          | 19.6%        | 19.9%          | 20.5%        |
| 제16회      | 7월 14일    | 17.5%          | 18.6%        | 19.2%          | 19.8%        |
| 제17회      | 7월 20일    | 17.9%          | 19.6%        | 18.8%          | 19.7%        |
| 제18회      | 7월 21일    | 18.6%          | 20.3%        | 19.3%          | 19.3%        |
| 제19회      | 7월 27일    | 17.2%          | 18.7%        | 18.8%          | 19.0%        |
| 제20회      | 7월 28일    | 19.1%          | 20.6%        | 18.0%          | 20.0%        |
| 평균 시청률 | 평균 시청률 | 15.2%          | 17.2%        | 16.0%          | 16.6%        |

## OST

### Part.1
| #  | 제목                      | 재생 시간 |
| -- | ------------------------- | --------- |
| 1. | 〈사랑〉 (임재범)         | 4:36      |
| 2. | 〈사랑 (Inst.)〉 (임재범) | 4:36      |

### Part.2
| #  | 제목                           | 재생 시간 |
| -- | ------------------------------ | --------- |
| 1. | 〈So Goodbye〉 (종현)          | 4:08      |
| 2. | 〈It's Alright〉 (양화진 밴드) | 3:47      |

### Part.3
| #  | 제목                                    | 재생 시간 |
| -- | --------------------------------------- | --------- |
| 1. | 〈큐피트〉 (걸스데이)                   | 3:38      |
| 2. | 〈큐피트 (Acoustic Ver.)〉 (걸스데이)   | 3:38      |
| 3. | 〈Morning Garden〉 (여러 음악가)        |           |
| 4. | 〈Dead Or Live〉 (여러 음악가)          |           |
| 5. | 〈Sad Run〉 (여러 음악가)               |           |
| 6. | 〈Middle Point Symphony〉 (여러 음악가) |           |
| 7. | 〈Nice Play〉 (여러 음악가)             |           |
| 8. | 〈Red Water〉 (여러 음악가)             |           |

### Part.4
| #  | 제목                                        | 재생 시간 |
| -- | ------------------------------------------- | --------- |
| 1. | 〈Suddenly〉 (김보경)                       | 3:42      |
| 2. | 〈Lonely Day〉 (J-심포니)                   | 3:40      |
| 3. | 〈City Hunter (Inst.)〉 (여러 음악가)       | 1:41      |
| 4. | 〈Aria Of The City (Inst.)〉 (여러 음악가)  | 2:21      |
| 5. | 〈NaNa's Theme (Inst.)〉 (여러 음악가)      | 2:22      |
| 6. | 〈Glory Of The City (Inst.)〉 (여러 음악가) | 1:56      |
| 7. | 〈Mama's Crying (Inst.)〉 (여러 음악가)     | 1:29      |

### Part.5
| #  | 제목                             | 재생 시간 |
| -- | -------------------------------- | --------- |
| 1. | 〈그대만 봐요〉 (박규리)         | 4:12      |
| 2. | 〈그대만 봐요 (Inst.)〉 (박규리) | 4:12      |

### Part.6
| #  | 제목                             | 재생 시간 |
| -- | -------------------------------- | --------- |
| 1. | 〈그대와 난〉 (레인보우)         | 3:33      |
| 2. | 〈그대와 난 (Inst.)〉 (레인보우) | 3:33      |

### Part.7
| #  | 제목                                                       | 재생 시간 |
| -- | ---------------------------------------------------------- | --------- |
| 1. | 〈I Love You, I Want You, I Need You〉 (애플 망고)         | 4:10      |
| 2. | 〈멈출 수 없는...〉 (손한별)                               | 3:00      |
| 3. | 〈I Love You, I Want You, I Need You (Inst.)〉 (애플 망고) | 4:10      |

### Special
| #   | 제목                                                                  | 재생 시간 |
| --- | --------------------------------------------------------------------- | --------- |
| 1.  | 〈사랑〉 (임재범)                                                     | 4:36      |
| 2.  | 〈그대만 봐요〉 (박규리)                                              | 4:12      |
| 3.  | 〈I Love You, I Want You, I Need You (Sweet Acoustic Ver.)〉 (구하라) | 3:50      |
| 4.  | 〈I Love You, I Want You, I Need You〉 (애플 망고)                    | 4:10      |
| 5.  | 〈너에게 만은 남자이고 싶다〉 (헌터 (이태성))                         | 4:30      |
| 6.  | 〈그대와 난〉 (레인보우)                                              | 3:33      |
| 7.  | 〈멈출 수 없는...〉 (손한별)                                          | 3:00      |
| 8.  | 〈사랑이 끝났다〉 (애플 망고)                                         | 3:23      |
| 9.  | 〈Memories Of Love (Acoustic Guitar Ver.)〉 (박주원)                  | 3:19      |
| 10. | 〈Memories Of Love (Acoustic Piano Ver.)〉 (김지수)                   | 2:22      |
| 11. | 〈사랑 (Inst.)〉 (임재범)                                             | 4:36      |
| 12. | 〈그대만 봐요 (Inst.)〉 (박규리)                                      | 4:12      |
| 13. | 〈그대와 난 (Inst.)〉 (레인보우)                                      | 3:33      |
| 14. | 〈I Love You, I Want You, I Need You (Inst.)〉 (애플 망고)            | 4:10      |

## 드라마 내 가공의 기관 · 단체 및 사건
가공의 사건
- 싹쓸이 계획

정치 및 행정
- 5인회 : 5공화국 정권 당시 고위관료 5인으로 구성된 사조직으로, 일명 '싹쓸이 계획'을 계획ㆍ실행하였다.
- 서울특별시 동북구청 : 이경완의 지역구로 구청장과 사회복지과 직원이 이경완과 유착관계를 맺고 있다.
- 청와대 경호처 국가지도통신망팀 : 대한민국의 통신망을 관장하는 기관으로 이윤성이 소속되어 있다.
- 청와대 경호처 경호팀 : 대한민국 대통령과 그 가족 및 주요요인을 경호하는 기관으로 김나나가 소속되어 있다.
- 서울지방검찰청 특수부 : 김영주 검사가 소속된 검찰청의 부서이다.
- 새겨레당 : 최응찬, 이경완, 서용학의 소속정당으로 현재 여당이다.

경제 및 기업체
- 마르스사 : 미국의 유명 무기회사로 서용학의 주선 하에 불량 무기를 납품하였다.
- 서초산업 : 서용학 소유의 군수업체로 불량군화를 군에 납품하였으며, 미국 마르스사로부터 받은 리베이트를 세탁하는 업무도 담당했다.
- H&C : 서용학의 딸 서동희의 소유로 되어 있는 회사로, 마르스사에 서 지급한 리베이트를 국내로 유입시키는 역할을 한 유령회사(paper-company)이다.
- SBN : 방송사로 대통령 후보자 생방송합동토론회를 진행하기도 했다.
- 킹덤호텔 : 서용학과 마르스사의 한인 출신 이사 허드슨이 접선하는 호텔이다.
- 쉘부르 : 서울시내의 고급 레스토랑으로, 서용학의 저격미수 사건이 일어난 곳이다.
- 코리아정보통신 : 김종식의 도청방지 용역업체로, 이윤성과 김나나가 이 회사 직원으로 위장해 김종식의 집무실에 영상도청장치를 설치한다.
- 유시티치기공소 : 김종식의 임플란트 가치(假齒)를 제작하는 회사로, 이윤성이 이 회사 직원으로 위장해 무선 도청장치가 내장된 가치를 김종식에게 이식한다.
- 해원그룹 : 천재만이 회장으로 있는 기업이다.
- 한일생명 : 천재만이 인수하려고 하지만 유동성 문제로 난항을 겪게되는 회사이다. 이진표가 이를 이용해 천재만에게 접근한다.
- 해원케미컬 : 유해한 환경으로 인해 근로자들이 백혈병으로 다수 사망하게 되는데 천재만은 이를 은폐하고 산재를 인정하지 않으려고 한다.

교육
- 명문재단 : 사실상 김종식이 소유하고 있는 재단으로, 김종식 개인의 축재에 악용된다.
- 명문대학교 : 명문재단 소유의 사립대학이다.

의료기관
- 미래병원 : 의료진으로 가장한 이진표에 의해 이경완이 죽임을 당하는 병원이다.
- 서울병원 : 해원그룹 소유의 병원으로, 백혈병에 걸린 이경희, 이진표에 의해 교통사고를 당한 배식중과 육교에서 추락하여 의식 불명에 빠진 김종식이 입원해 있는 병원이다.[8]

종교단체
- 혜심원 : 충청남도 당진시에 있는 천주교 계열의 고아원으로, 김영주가 이윤성을 유인하기 위해 이용하였다.
- 보타사 : 이경희가 병원에서 자의퇴원한 후 숨어 있던 불교 사원으로, 이윤성과 재회하는 공간이다.

## 원작과의 비교
- 공통점
  - 제작되는 당시의 시대적·사회적 배경으로, 액션물 특유의 오락성과 독창적인 세계관을 함축적으로 담아내었다.
  - 종결된 사건의 제거 대상은 다시 등장하지 않고 있다.
- 차이점
  - 원작의 사건은 유기적 연관관계에 놓이지 않았지만, 본작의 사건은 '싹쓸이 계획'의 연장선에서 내용이 이어진다.
  - 원작의 주인공은 정규 교육을 받지 못했지만, 본작의 주인공은 정규학교에서 고등교육과정까지 마쳤다.
  - 원작의 주인공은 의뢰인의 요청을 받아 주체적인 방법으로 사건을 해결하지만, 본작의 주인공은 정해진 목표범위 내에서 사건을 해결해 나간다.
- 문학적 대칭성

문학적 대칭성은 한 문학작품이 다른 문학작품으로 변환 또는 각색되었을 때 나타나는 차이점 및 공통점, 문학적 가치와 각색으로 도출된 결과에 대한 성질이다. 이러한 성질은 형식상의 문면(文面)점뿐 아니라 의미상의 문면점까지도 고려하여 고찰될 수 있다.

## 관련 일화
- 지난 2011년 3월 2일에 방영된 SBS 드라마 스페셜 《싸인》 17회에서 극 중 편의점 아르바이트생인 이호진(김성오)이 5년동안 구상했다는 게임의 제목이 '시티헌터'였다.[10]

## 에피소드
- 이윤성역의 이민호가 2011년 6월 14일 드라마 촬영도중 교통사고를 당하는 일이 발생하여 응급실로 후송되었으나 간단한 응급치료를 받고 바로 드라마 촬영에 복귀하였다.[11][12].

## 동시간대 드라마
- 로맨스 타운 (KBS2, 2011년 5월 11일 ~ 2011년 7월 14일)
- 공주의 남자 (KBS2, 2011년 7월 20일 ~ 2011년 10월 6일)
- 최고의 사랑 (MBC, 2011년 5월 4일 ~ 2011년 6월 23일)
- 넌 내게 반했어 (MBC, 2011년 6월 29일 ~ 2011년 8월 18일)